# Floriano Del Zio
Floriano Del Zio (Melfi, 2 aprile 1831 – Roma, 1º febbraio 1914) è stato un patriota e politico italiano.
Fu senatore del Regno d'Italia nella XVII legislatura.

## Biografia
Nato a Melfi da Tolomeo, notaio, e Anna Maria Mandile, nobildonna, i suoi familiari furono personalità di rilievo politico e culturale. Uno zio paterno, Antenodoro, fu un soldato dell'esercito murattiano, ricoprì incarichi importanti nella Carboneria e fu uno dei sostenitori della costituzione borbonica nel 1848. I suoi fratelli, Ireneo e Basilide furono, rispettivamente, letterato e medico nonché autore di opere sul brigantaggio postunitario e il suo più noto esponente, Carmine Crocco; entrambi ebbero un grande peso nella vita culturale lucana. Il nonno, Francesco Saverio, fu un rilevante dottore in utroque jure originario di Rapolla, ed operante come giudice di pace a Venosa, Salsola e Parolise.
Floriano Del Zio intraprese i primi studi nel seminario di Melfi sotto la guida di Luca Araneo, iniziando a nutrire simpatie per le idee liberali dopo l'insurrezione del 1848. Nel 1850 si stabilì a Napoli, intraprendendo gli studi universitari e laureandosi in giurisprudenza. Tuttavia non esercitò la professione di avvocato ed insegnò filosofia (a cui si era sempre più appassionato nel corso dei suoi studi).
A causa delle sue idee liberali, Del Zio fu sempre tenuto d'occhio dalla polizia borbonica, non ebbe mai la licenza d'insegnamento e fu costretto a dare lezioni clandestinamente a pochi discepoli. Assieme ad altri intellettuali come Giacomo Racioppi e Giovanni Battista Ajello, fondò nel 1854 un circolo antiborbonico, che ebbe contatti anche con società tedesche e francesi e che fu soppresso prematuramente nel 1858.
Sul finire dello stesso anno, periodo in cui il Regno delle Due Sicilie era vicino al collasso, aderì al Comitato dell'ordine a Napoli, in cui vennero radunate le forze moderate filocavouriane e filomazziniane. Ebbe un certo rilievo nella insurrezione lucana e fu inviato dal Comitato dell'Ordine a Melfi come commissario insurrezionale con l'obiettivo di organizzare le giunte rivoluzionarie a Melfi, Rapolla, Barile, Rionero e Atella.
Sul finire del 1860, quando ormai la dinastia borbonica era decaduta, Del Zio fece ritorno a Napoli, dove riaprì la sua scuola privata e fu nominato professore da Francesco De Sanctis, ministro dell'Istruzione pubblica. Fu inoltre docente di filosofia presso i licei di Cagliari e Ferrara ed insegnò tale materia anche all'Università di Pisa.
Massone, non si sa né dove né quando fu iniziato, ma nel 1869 fu eletto Maestro venerabile della Loggia Vulture riacceso di Melfi e nello stesso anno prese parte all'Assemblea costituente massonica di Firenze, durante la quale Lodovico Frapolli fu eletto Gran Maestro del Grande Oriente d'Italia, del quale fu egli stesso eletto Grande oratore nel 1871.
Con l'elezione a deputato, abbandonò l'insegnamento per dedicarsi alla politica. Alla Camera fu rieletto consecutivamente per cinque legislature fino al 1880 dal collegio di Melfi ed in seguito eletto come candidato per il collegio di Tricarico, in sostituzione di Francesco Crispi, che aveva optato per Palermo. Durante la sua vita politica, si impegnò nell'affrontare diversi temi come la questione romana e il completamento della ferrovia ofantina. Nel 1876 fu nominato membro della giunta per le nuove costruzioni ferroviarie, della quale fu anche segretario, dimettendosi due anni dopo nel dicembre 1878. Nel 1891 fu eletto senatore del regno. Del Zio morì a Roma nel 1914.